# Medgyesi erődtemplom
A medgyesi erődtemplom műemlékké nyilvánított épület Romániában, Szeben megyében. A romániai műemlékek jegyzékében az SB-II-m-A-12424.01 sorszámon szerepel.